# May Day
Ne doit pas être confondu avec Mayday.
Pour le jour férié irlandais, voir Fête du travail.
May Day est une méchante jouée par l'actrice Grace Jones qui apparait dans le film Dangereusement vôtre de la série James Bond. Elle est la troisième, et célèbre James Bond Girl de couleur noire.

## Film
C’est la maîtresse et la tueuse de Max Zorin. May Day est aussi superbe qu'étrange, notamment grâce à sa force surhumaine : elle est capable de soulever un homme ou encore de pousser des voitures. C’est elle qui, à la demande de Zorin, assassine le détective français Achille Aubergine avant d’être poursuivie dans la ville de Paris par James Bond. Un peu plus tard, le film nous montre qu’elle se charge aussi d’entraîner son amant aux arts martiaux et qu’elle le suit partout où il va ce qui n’empêchera pas Zorin de l’abandonner. May Day comprendra donc que son amant ne l’aimait pas[réf. nécessaire]. À la suite de cette révélation, elle se range aux côtés de James Bond et ensemble, ils cherchent à contrecarrer les plans machiavéliques de Zorin. Pour permettre à Bond de survivre, May Day se sacrifiera et mourra dans une explosion. 

## Autres apparitions
Le personnage de May Day, est présent dans le multijoueur du jeu vidéo 007: Nightfire sur GameCube et GoldenEye 007 sur Nintendo 64, en tant qu'ennemie.